# Charles Magill Conrad
Pour les articles homonymes, voir Charles Conrad.
Charles Magill Conrad, né le 24 décembre 1804 à Winchester (Virginie) et mort le 11 février 1878 à La Nouvelle-Orléans, est un homme politique de Louisiane qui a servi au Sénat des États-Unis, à la Chambre des représentants des États-Unis et au Congrès confédéré. Il a été secrétaire à la Guerre sous le président Millard Fillmore et, brièvement, Franklin Pierce, de 1850 à 1853.

## Biographie
Charles Magill Conrad est né à Winchester, en Virginie, en 1804. Il a déménagé dans le Mississippi avec sa famille lorsqu'il était enfant et s'est ensuite installé en Louisiane. Il a fait ses études à la Nouvelle-Orléans sous la direction du Dr Huld. Il a été nommé au Sénat américain en avril 1842 pour remplacer Alexandre Mouton, dont le mandat n'était pas expiré, et a servi jusqu'en mars 1843, date à laquelle il a perdu les élections. Il a ensuite siégé à la Chambre des représentants de 1849 à 1850, puis a démissionné pour accepter le poste de secrétaire à la Guerre dans le cabinet de Fillmore. Conrad reste responsable du ministère de la Guerre du 15 août 1850 au 7 mars 1853. Il fut l'un des chefs de file du mouvement de sécession en Louisiane en décembre 1860. Pendant la guerre civile américaine, il a servi comme délégué à la Constitution provisoire des États confédérés en tant que membre du Congrès provisoire des États confédérés, et comme représentant de la Louisiane au Congrès confédéré, de 1862 à 1864. Après la guerre, il a repris la pratique du droit. Il meurt à la Nouvelle-Orléans en 1878.